# Elezioni presidenziali a Cipro del 2018
Le elezioni presidenziali a Cipro del 2018 si tennero il 28 gennaio (primo turno) e il 4 febbraio (secondo turno).

## Risultati
| Nikos Anastasiadīs    | Raggruppamento Democratico                     | 137 268 | 35,51 | 215 281 | 55,99 |  |  |  |
| Stavros Malas         | Partito Progressista dei Lavoratori            | 116 920 | 30,24 | 169 243 | 44,01 |  |  |  |
| Nikolas Papadopoulos  | Partito Democratico                            | 99 508  | 25,74 |         |       |  |  |  |
| Christos Christou     | Fronte Popolare Nazionale                      | 21 846  | 5,65  |         |       |  |  |  |
| Giorgos Lillikas      | Alleanza dei Cittadini                         | 8 419   | 2,18  |         |       |  |  |  |
| Andreas Efstratiou    | Indipendente                                   | 845     | 0,22  |         |       |  |  |  |
| Charis Aristeidou     | Indipendente                                   | 752     | 0,19  |         |       |  |  |  |
| Michail Mina          | Organizzazione dei Combattenti della Giustizia | 662     | 0,17  |         |       |  |  |  |
| Christakis Kapiliotis | Indipendente                                   | 391     | 0,10  |         |       |  |  |  |
| Totale                | Totale                                         | 386 611 | 100   | 384 524 | 100   |  |  |  |
|                       |                                                |         |       |         |       |  |  |  |
| Voti non validi       | Voti non validi                                | 9 338   | 2,36  | 22 951  | 5,63  |  |  |  |
| Votanti               | Votanti                                        | 395 949 |       | 407 475 |       |  |  |  |